# Храм Святых Апостолов Петра и Павла (Ташкент)
Храм Святых Апостолов Петра и Павла в Ташкенте — снесённый православный храм Ташкентской и Узбекистанской епархии Среднеазиатского митрополичьего округа Русской православной церкви.

## История
Храм был рассчитан на 300 прихожан и 150 заключённых. Автор проекта перестройки — Н. И. Габбин. Существовал с 1879 года и сначала именовался Покровской церковью. Освящён 17 декабря 1906 года.
Остатки здания у Алайского рынка снесены в 1966 году.